# Gorges de Perelha
Les gorges de Perelha són unes gorges situades al departament francès de l'Arieja, a la regió natural del País d'Olmes.
Estan excavades pel riu Doctoire, afluent de l'Erç Viu, i tallen la serra calcària de Plantaurel formant-hi un congost.

## Geografia i Història

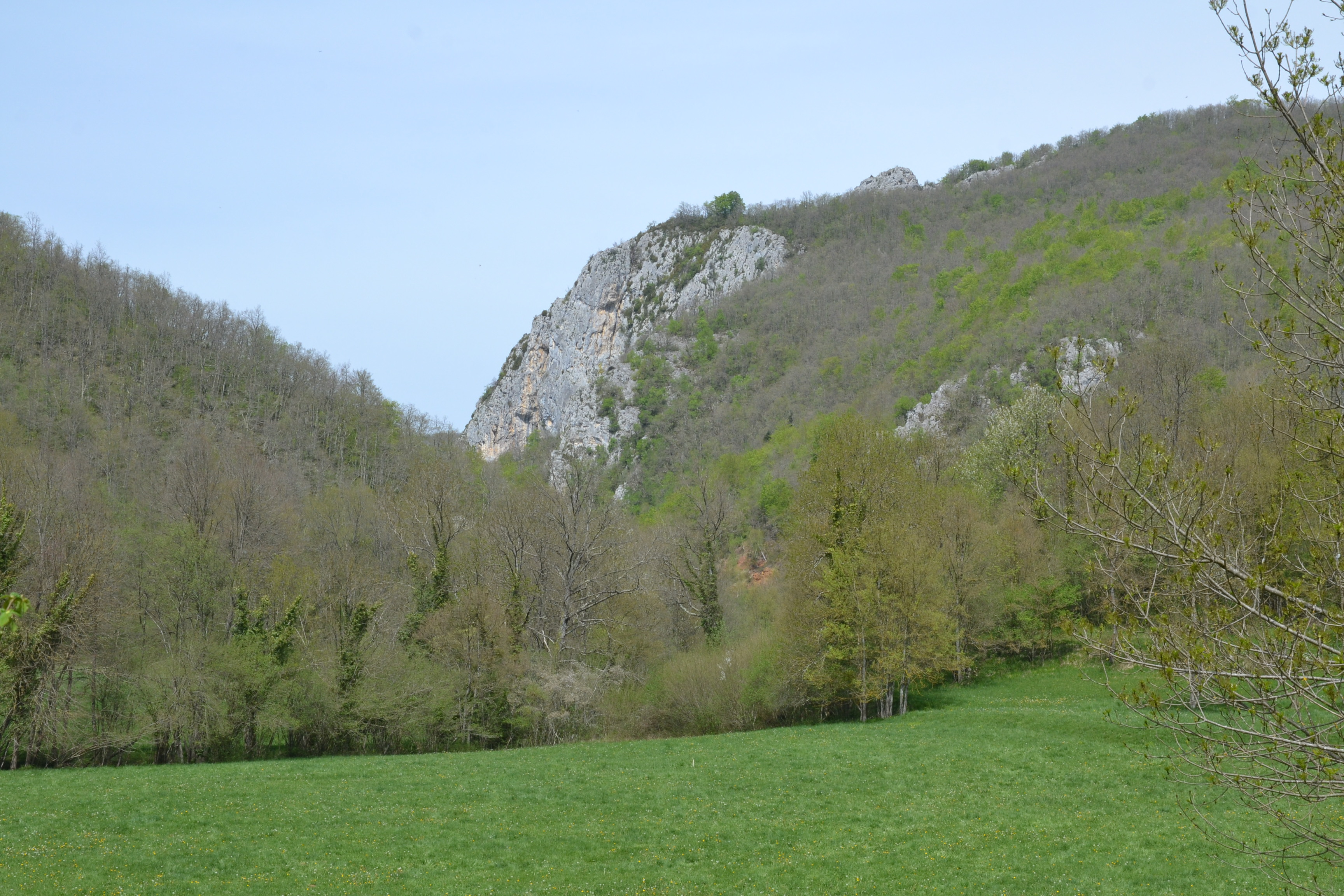
Les gorges de Perelha des de la seva entrada sud.

Les gorges de Perelha s'estenen per menys de 2 km de longitud, seguint l'eix sud-nord que pren el Doctoire a la sortida del massís de Taba al sud, d'on prové.
Les gorges la comparteixen tres municipis: Perelha a l'est (marge dreta), Ròcafixada a l'oest (marge esquerra), i més marginalment, també a la riba esquerra, al nord-oest, Ilhat.
A les gorges de Perelha s'hi va desenvolupar la mineria de bauxita, que va acollir els guerrillers de la resistència espanyola durant la Segona Guerra Mundial. La mina de Perelha, que subministrava 1.000 tones anuals de mineral de bauxita, va ser explotada pel grup industrial francès Pechiney fins al 1969.

## Protecció ambiental
Les gorges la Perelha es beneficia des de l'any 1991 d'un decret prefectural de protecció del biòtop. L'espai protegit ocupa 39,58 ha repartides per les dues ribes del Doctoire.

### Fauna
S'hi poden observar ducs eurasiàtics (Bubo bubo) o falcons pelegrins (Falco peregrinus) i aufranys comuns (Neophron percnopterus), espècies que hi han establert la nidificació. També hi viuen diverses espècies de ratpenats.

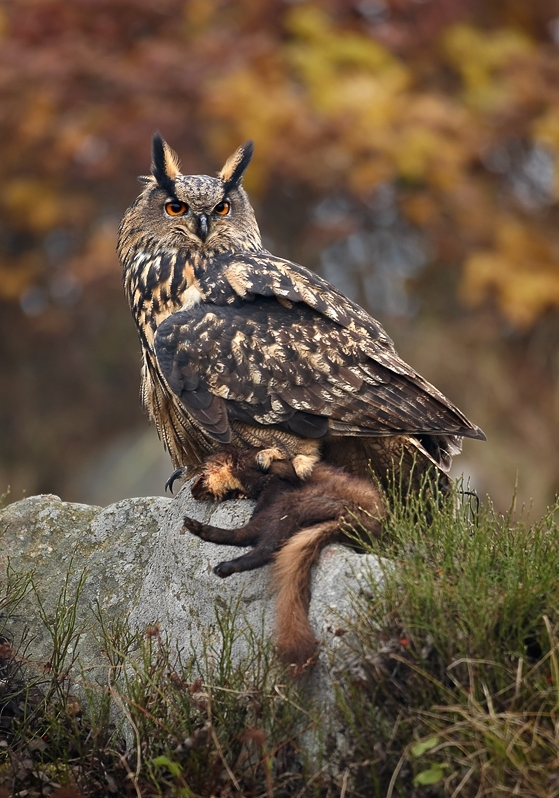
Bubo bubo.
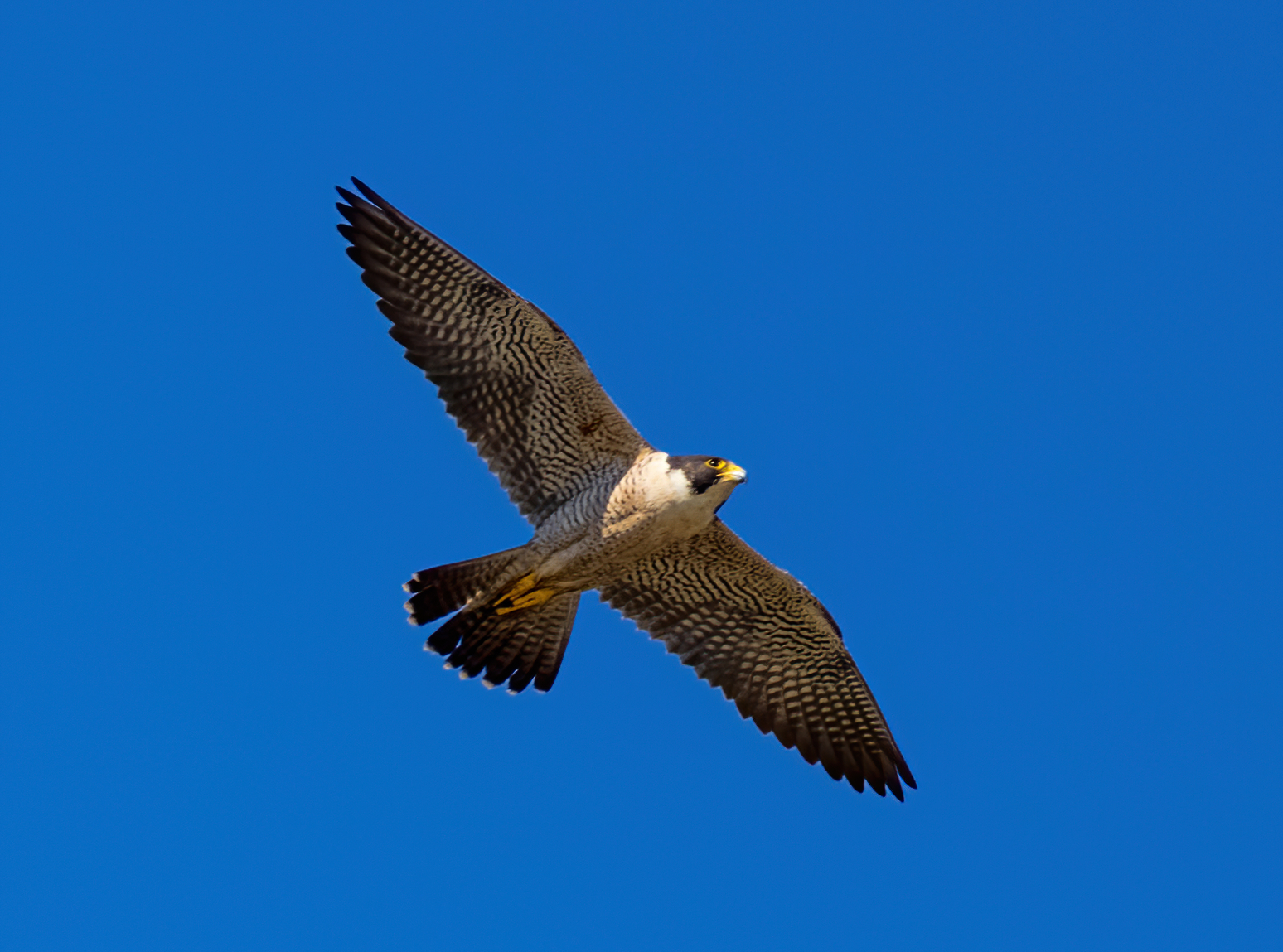
Falco peregrinus.
Neophron percnopterus.

### Flora
Hi ha diverses espècies de plantes adaptades a entorns àrids, com ara angelí pirinenc (Teucrium pyrenaicus) o la globularia nana (Globularia repens).

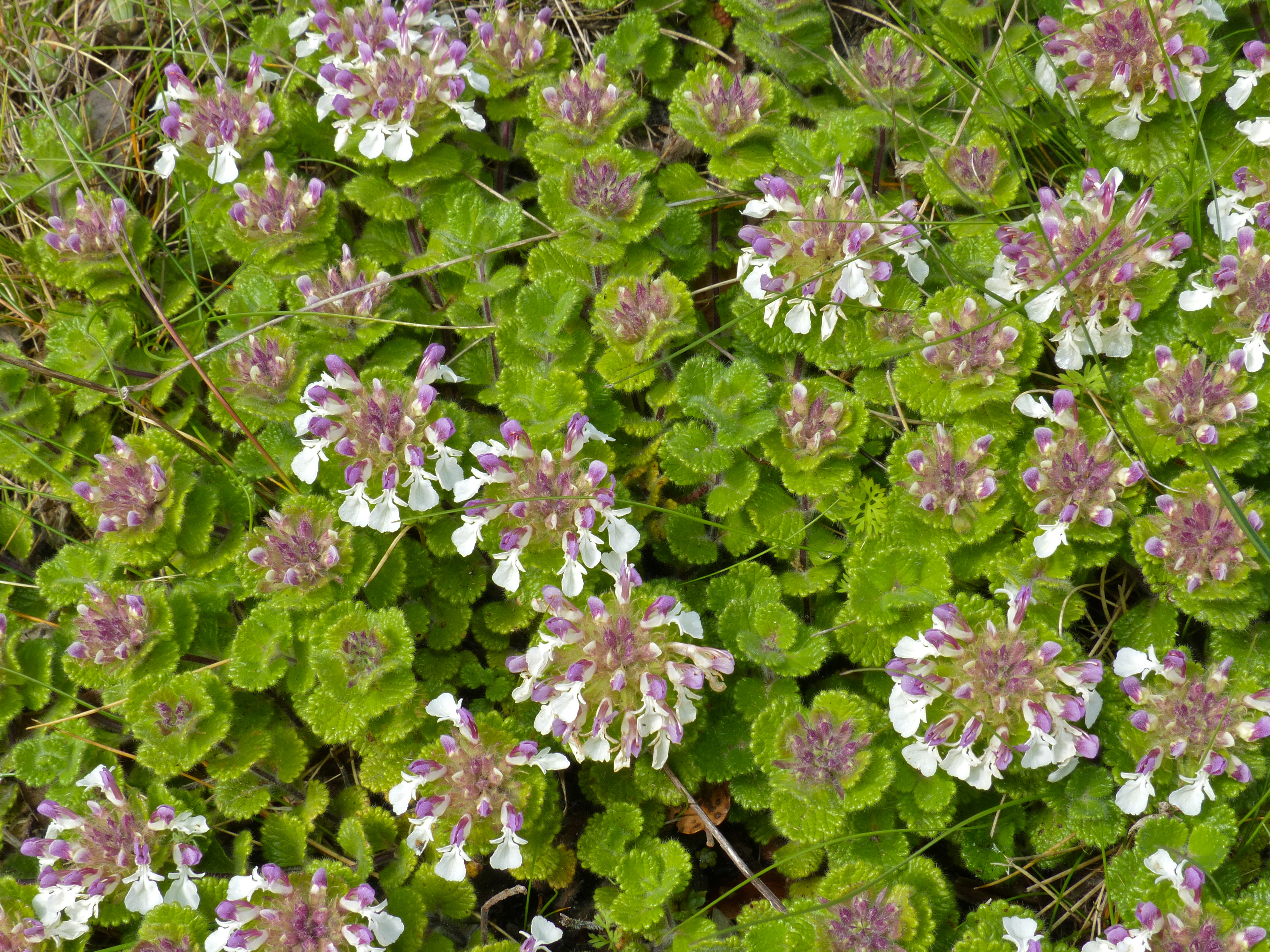
Teucrium pyrenaicum.
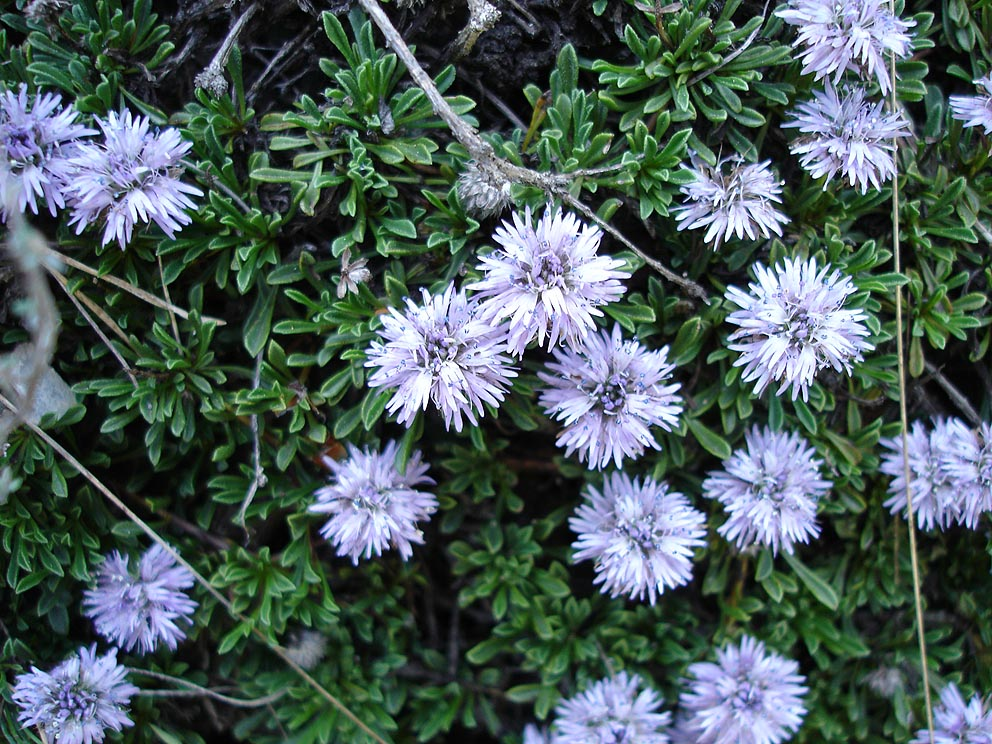
Globularia repens.